# John Bura
John Bura (ukr. Іван Бура, ur. 12 czerwca 1944 w Wegeleben, zm. 17 stycznia 2023 w Waszyngtonie) – amerykański duchowny Kościoła katolickiego obrządku bizantyjsko-ukraińskiego, w latach 2006–2019 biskup pomocniczy archieparchii Filadelfii, w latach 2009-2014 administrator apostolski eparchii św. Jozafata w Parmie. 

## Życiorys
Święcenia prezbiteratu przyjął 14 lutego 1971 jako kapłan archieparchii Filadelfii, udzielił ich mu archieparcha Ambrozij Andrew Senyszyn OSBM. Był m.in. wicerektorem seminarium w Stamford, rektorem seminarium w Waszyngtonie oraz proboszczem kilku greckokatolickich parafii.
3 stycznia 2006 został mianowany biskupem pomocniczym macierzystej eparchii ze stolicą tytularną Limisa. Sakry udzielił mu w dniu 21 lutego 2006 arcybiskup większy kijowsko-halicki Lubomyr Huzar, któremu towarzyszyli archieparcha Filadelfii Stephen Soroka oraz egzarcha apostolski Wielkiej Brytanii obrządku bizantyjsko-ukraińskiego Michael Kuchmiak CSSR. 29 lipca 2009 został dodatkowo powołany na urząd administratora apostolskiego eparchii św. Jozafata w Parmie w stanie Ohio, funkcję tę pełnił przez pięć lat. 
15 listopada 2019 przeszedł na emeryturę.